# Fabrizio Fracassi
Mario Fabrizio Fracassi (Pavia, 12 settembre 1957) è un politico italiano, sindaco di Pavia dal 2019 al 2024.

## Biografia
Diplomato geometra, nel 1990 si iscrive alla Lega Nord. Nel 1993 viene eletto per la prima volta consigliere comunale per la Lega Nord nel comune di Pavia, oltre a ricoprire la carica di vicepresidente della Commissione cultura e istruzione. Dal 1995 al 2000 è stato anche consigliere della Regione Lombardia, operando dapprima nella commissione per lo sviluppo economico e poi per la cultura e per il turismo. Nel 2000 è stato eletto nuovamente consigliere comunale a Pavia per il suo partito. Nel 2009 viene nominato assessore all'urbanistica dal sindaco Alessandro Cattaneo, del Popolo della Libertà.
Nel 2019 viene candidato a sindaco di Pavia dalla coalizione di centro-destra (Lega, FI, FdI e due liste civiche), dopo che il comune pavese è stato commissariato a seguito delle dimissioni del primo cittadino uscente, Massimo Depaoli del centro-sinistra. Alle amministrative del 26 maggio successivo Fracassi vince al primo turno con il 53,04% delle preferenze, mentre la sua principale sfidante, la candidata del centro-sinistra Ilaria Cristiani, si ferma al 30,93%. È il secondo esponente leghista a conquistare la poltrona di Palazzo Mezzabarba dopo Rodolfo Jannaccone Pazzi, sindaco dal 1993 al 1995.
In occasione delle elezioni comunali del 2024 non viene ricandidato per un secondo mandato dalla sua coalizione, la quale sceglie al suo posto Alessandro Cantoni, già assessore all'istruzione della giunta Fracassi, che perderà la tornata elettorale al primo turno contro il candidato del centro-sinistra Michele Lissia.